# Zoran Stefanović
Zoran Stefanović (cyrillique serbe: Зоран Стефановић, né le 21 novembre 1969, à Loznica) est un dramaturge, écrivain, scénariste et activiste de culture internationale serbe.
Il est le président de l'Association des auteurs dramatiques de Serbie (2022).

## Biographie
Diplômé de dramaturgie et de scénario à la Faculté des arts dramatiques de Belgrade. Une majeure partie de son œuvre artistique est consacré à la fantastique — au théâtre (« Orphée slave », « La légende de l’œuf cosmique »), dans la bande dessinée (Le Troisième Argument), la prose et des films. L’autre partie de son œuvre est de nature documentaire.
Ses pièces de théâtre, sa prose et ses romans graphiques sont traduits dans une douzaine de langues européennes.
Il était le principal fondateur de plusieurs réseaux et communautés culturelles internationales dans le domaine de l’édition, de la numérisation, de la lexicographie et de la pop-culture.

## Publications
Pièces de théâtre et de radio-théâtre
- Ostrvska priča (fr: Une histoire d'île), original pièce écrite par Zoran Stefanović après Corto Maltese, réalisé par Zoran Đorđević. Elle fut jouée à Dom omladine, Valjevo, Serbie, Yougoslavie en septembre 1987[2],[3].
- Vikend sa Marijom Broz, 1990.
- Slovenski Orfej, 1992.
- Skaska o kosmičkom jajetu, 1992.
- Tačka susreta, 1992.
- Sneg nije beo, 2009.

Livres de pièces
- Slovenski Orfej i druge drame, Znak Sagite, Belgrade, 1995.

Romans
- Verigaši, roman o našima, Everest media, Belgrade, 1993, 2012.

Bande dessinée
- Le Troisième Argument (Treći argument) avec Milorad Pavić (écrivain) et Zoran Tucić (dessinateur)
  - albums, serbe et anglais, Bata-Orbis, Belgrade-Limasol, 1995;
  - anglais, Heavy Metal Magazine, New York, 1998/1999/2000.
  - Français, Y.I.L. Editions, 2016[4].

- Pod vučjim žigom dessin de Antoan Simić
  - Stripmania, magazine, Belgrade, 1996.

- Knez Lipen dessin de Siniša Banović
  - Parabellum, magazine, Sarajevo, 2012.

Histoire et l'esthétique de la bande dessinée
- The Comics We Loved: Selection of 20th Century Comics and Creators from the Region of Former Yugoslavia (Stripovi koje smo voleli: izbor stripova i stvaralaca sa prostora bivše Jugoslavije u XX veku), avec Živojin Tamburić, Zdravko Zupan et Paul Gravett, Omnibus, Belgrade, 2011. (serbe et anglais)

## Filmographie
Scénariste
- 1987 : Pozdravi sve koji pitaju za mene (collaborateur), réalisé par Zoran Đorđević
- 1992 : Slovenski Orfej
- 1993 : "Janusovo lice istorije" 1-3 (mini-série documentaire)
- 1995 : Uske staze
- 2005 : Životi Koste Hakmana, autre titre: "Les vies de Kosta Hakman" - France (titre de festival)
- 2011 : Music of Silence

Producteur
- 2000 : Moj mrtvi grad
- 2005 : Životi Koste Hakmana

Département Casting
- 2008 : Largo Winch (Associé casting: Serbia)